# Ксі2 Стрільця
Ксі2 Стрільця (ξ² Стрільця) — зірка в зодіакальному сузір'ї Стрільця. Дані, зібрані під час місії Гіппаркос, свідчать про те, що це астрометрична подвійна система, хоча про супутник нічого не відомо. Її видно неозброєним оком із сумарною видимою зоряною величиною +3,51. На основі річного зсуву паралакса 8,93 мас, як видно із Землі,  ця система розташована близько 370 р світлових років від Сонця.
Спектр Ксі2 Стрільця дає змішану зоряну класифікацію G8/K0 II/III, що демонструє риси гіганта типу G або K або яскравого гіганта. Його маса приблизно в 3,36  рази більша за масу Сонця і приблизно в 14 разів більша за радіус Сонця. Маючи вік приблизно 380 мільйонів років, він випромінює від своєї фотосфери яскравість, яка в 676 разів перевищує яскравість Сонця, при ефективній температурі 4541 К.